# Olympic Green
Das Olympic Green ist der Olympiapark, der für die Olympischen Sommerspiele 2008 in Peking neu errichtet wurde.
Der fast 800 Hektar große Komplex liegt im Norden der Stadt, rund 8,5 Kilometer in der Verlängerung der Achse nördlich der Verbotenen Stadt. Vor allem nach Norden hin hat das Gelände einen immer ausgeprägteren Parkcharakter mit Waldbestand, Wasserläufen und Zierseen sowie modellierten Hügeln, so dass der Pekinger Bevölkerung nun nach Abschluss der Olympischen Spiele ein echter Volkspark zur Verfügung steht.

## Wettkampfstätten

### Bestehende Sportstätten

#### Nationalstadion Peking

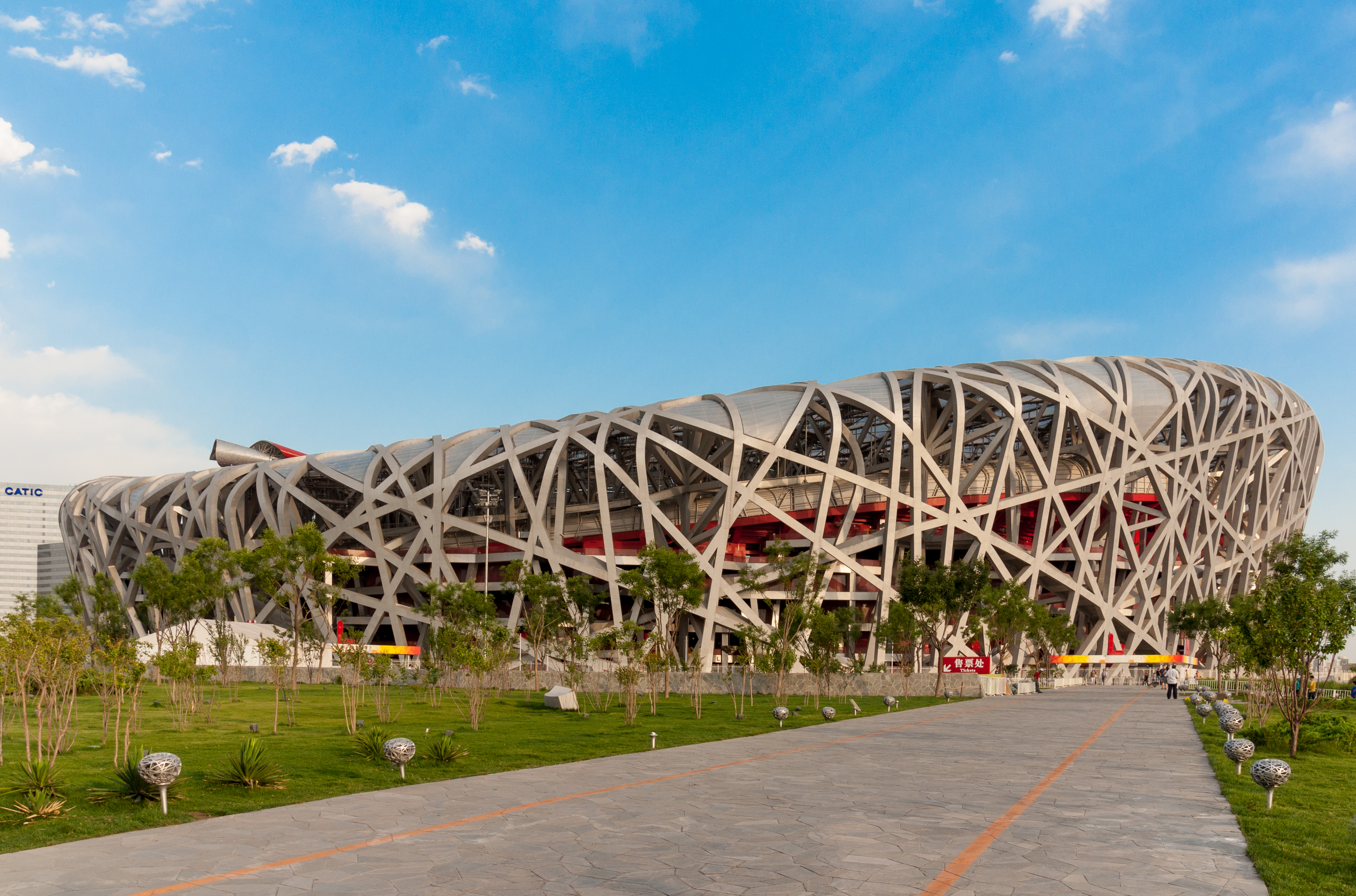
Das Nationalstadion Peking

Das Nationalstadion Peking, Spitzname „Vogelnest“, ist das Herzstück des Projektes. Hier fanden neben den Leichtathletikwettkämpfen und Fußballfinalspielen auch die Eröffnungs- sowie die Abschlussfeier statt. Das Stadion verfügte während der Spiele über eine Kapazität von 91.000 Plätzen, diese wurde jedoch nach den Spielen auf 80.000 Plätze reduziert.

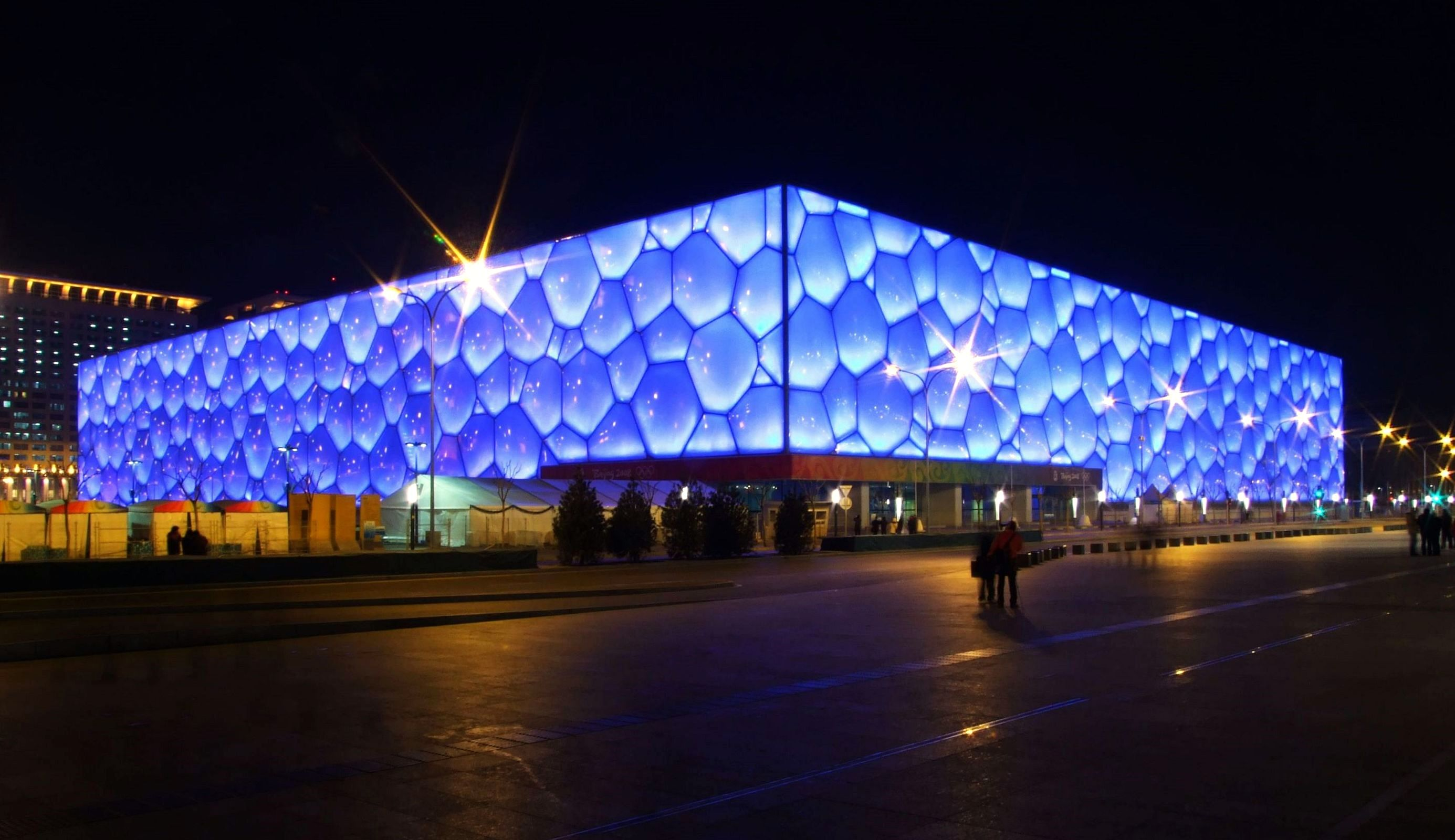
Das Nationale Schwimmzentrum

#### Nationales Schwimmzentrum
Im Nationalen Schwimmzentrum (mit seiner auffälligen Wabenumhüllung) wurden die Schwimm-, Kunst- und Turmsprung- und Synchronschwimmwettbewerbe abgehalten. Es befindet sich 150 m neben dem Nationalstadion und wies eine Kapazität von 17.000 Plätzen auf, welche nach den Spielen auf 6.000 reduziert wurde.

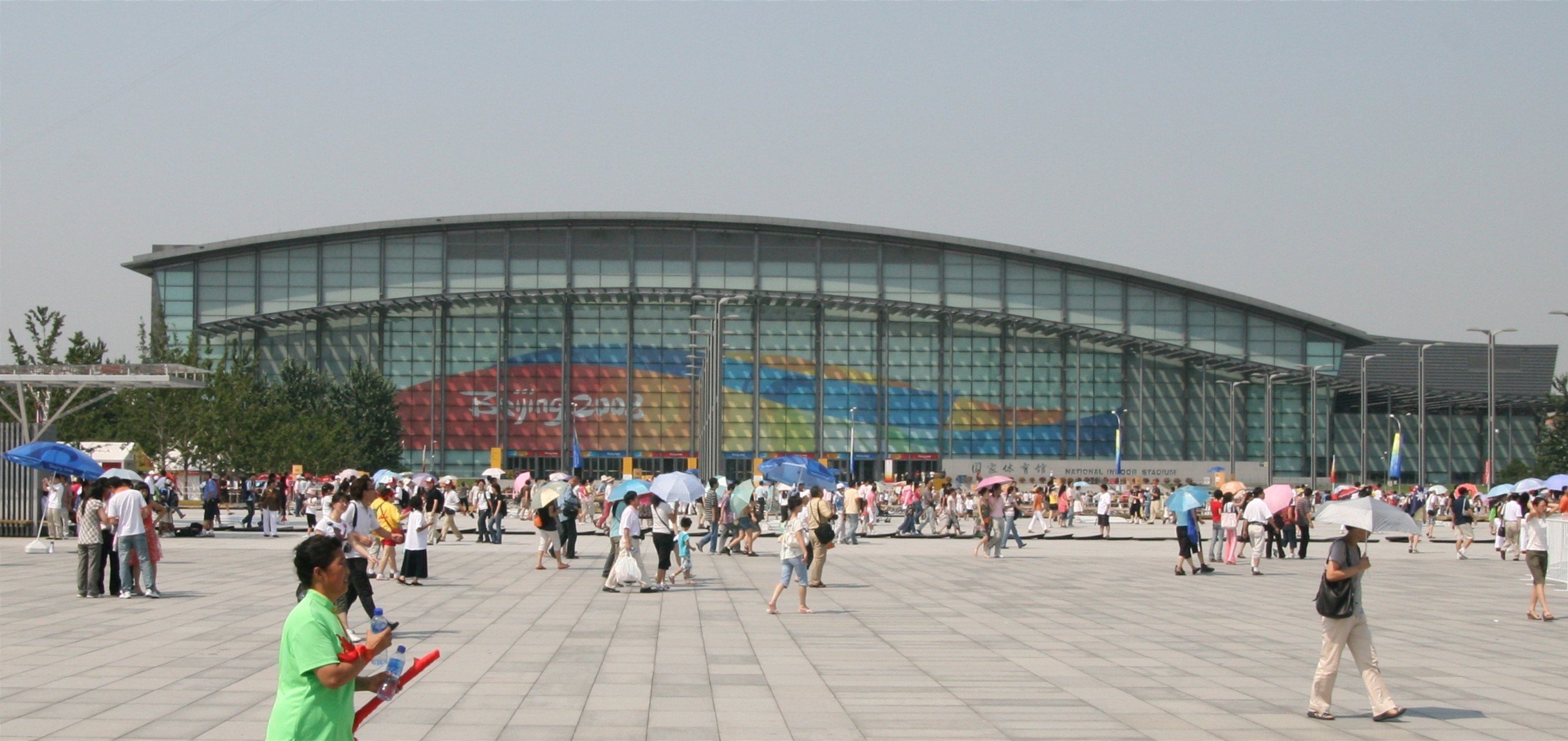
Das Nationale Hallenstadion

#### Nationales Hallenstadion
Das Nationale Hallenstadion war Austragungsort der Handball-, Gerätturn- und Trampolinturnwettbewerbe. Es schließt sich direkt nördlich an das Nationale Schwimmzentrum an und ist mit 19.000 Plätzen die größte Halle, welche bei den Olympischen Spielen 2008 benutzt wurde.

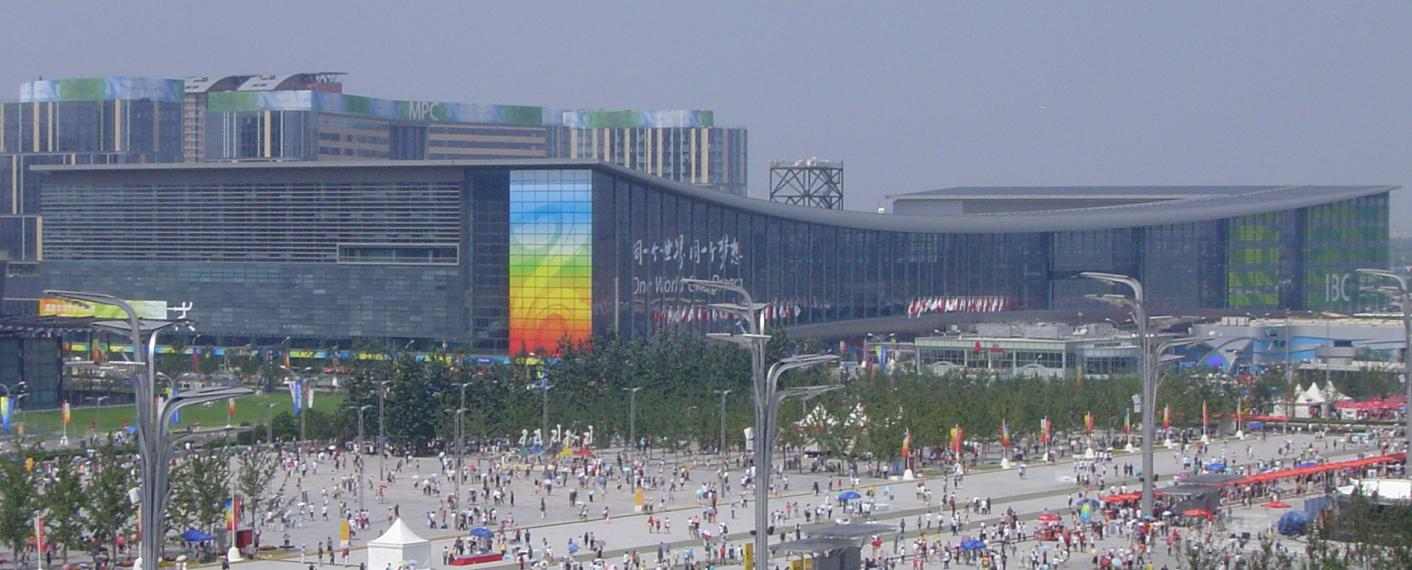
Das Olympic Green Messezentrum

#### China National Convention Center
Im China National Convention Center wurden die Wettbewerbe im Fechten durchgeführt. Des Weiteren waren im Olympic Green Messezentrum das International Broadcast Centre und das Hauptpressezentrum untergebracht. Das Zentrum umfasst eine Fläche von 270.000 m².

#### Nationales Tenniszentrum

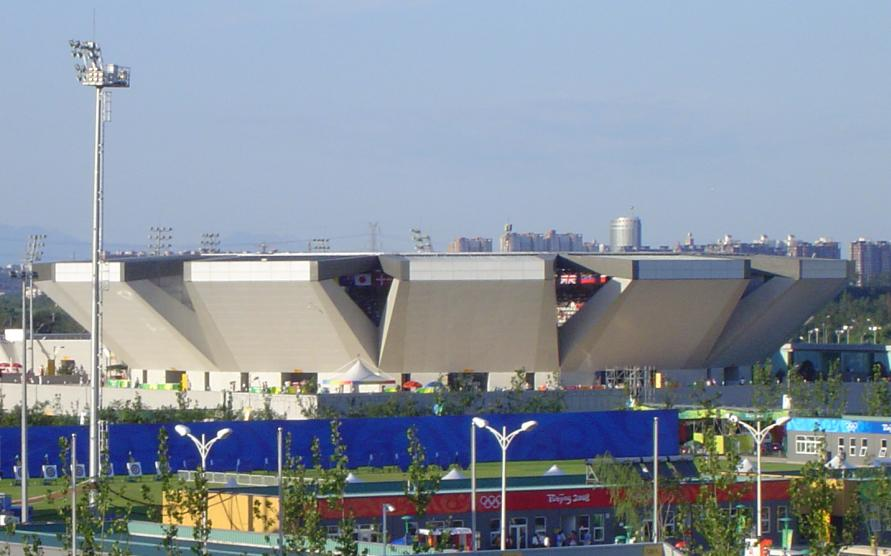
Das Nationale Tenniszentrum

Tennis und Rollstuhltennis wurden im Olympic Green Tenniszentrum ausgetragen, welches am 1. Oktober 2007 eröffnet wurde. Die Anlage befindet sich im Nordwesten des Olympiaparks und bedeckt eine Fläche von 16,7 Hektar. Sie verfügt über 10 Wettkampf- und 6 Trainingsplätze, die insgesamt 17.400 Zuschauer aufnehmen können. Heute finden im Tenniszentrum jährlich die China Open für Herren und Damen statt.

#### Nationale Eisschnelllaufhalle
Die Nationale Eisschnelllaufhalle wird anlässlich der Olympischen Winterspiele 2022 für die Wettbewerbe im Eisschnelllauf auf dem Gelände der ehemaligen Hockey- und Bogenschießfelder errichtet. Die Arena wird eine Kapazität von 12.000 Zuschauern haben. Nach dem Ende der Olympischen Spiele soll die Wettkampfstätte auf 6800 Plätze zurückgebaut und der Öffentlichkeit zugänglich gemacht werden.

### Ehemalige Sportstätten

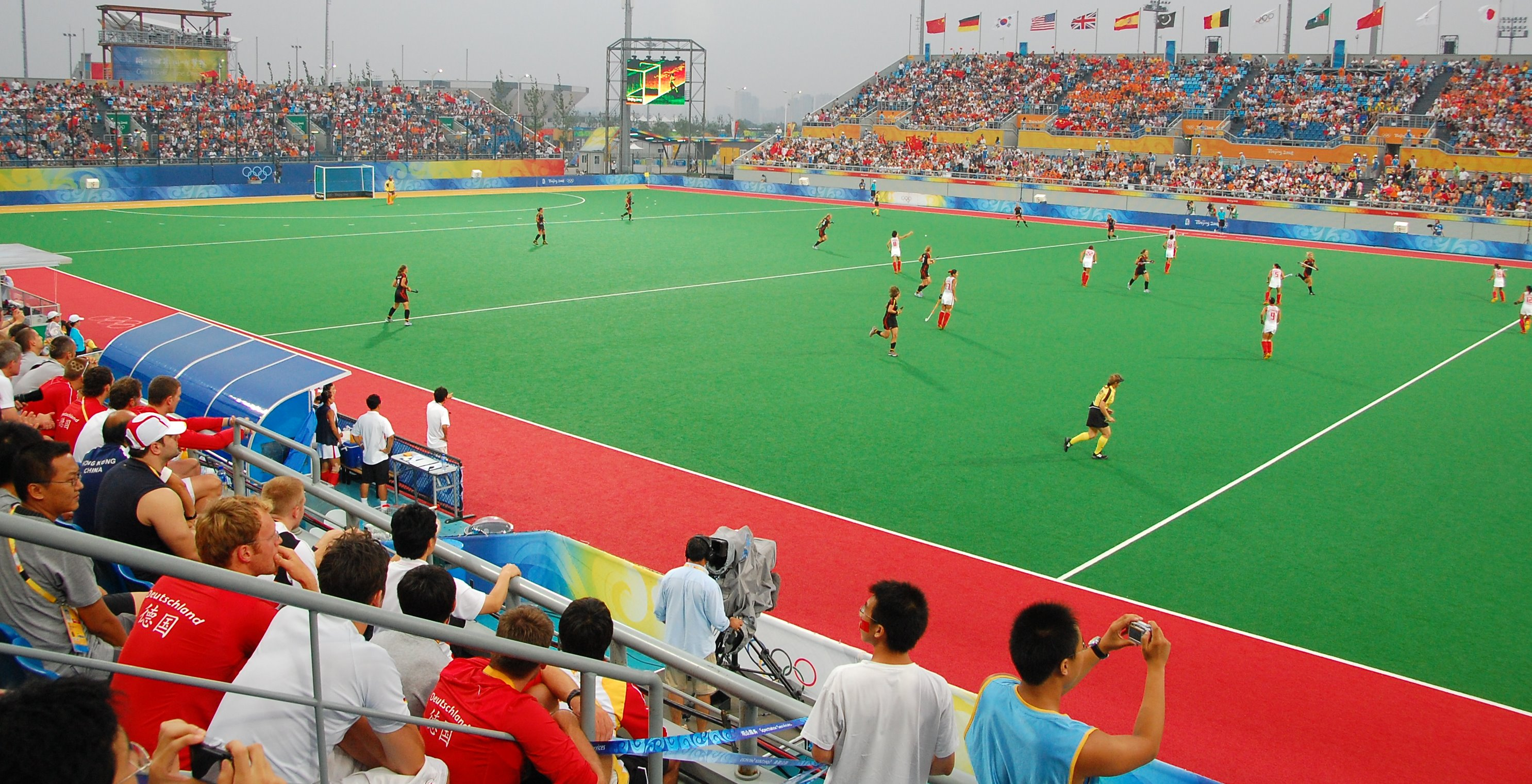
Die Olympic Green Hockeyanlage

#### Olympic Green Hockey Field
Auf dem Olympic Green Hockey Field wurden auf zwei Feldern die Hockeywettbewerbe ausgetragen. Das 11,87 Hektar umfassende Gelände bot Platz für 17.000 Zuschauer. Der Bau der am besten ausgestatteten Hockeyanlage Chinas dauerte zwei Jahre. Dennoch war es bereits vor dem Beginn der Olympischen Spiele eine beschlossene Sache, dass die Anlage nach der Sommerolympiade abgerissen wird.

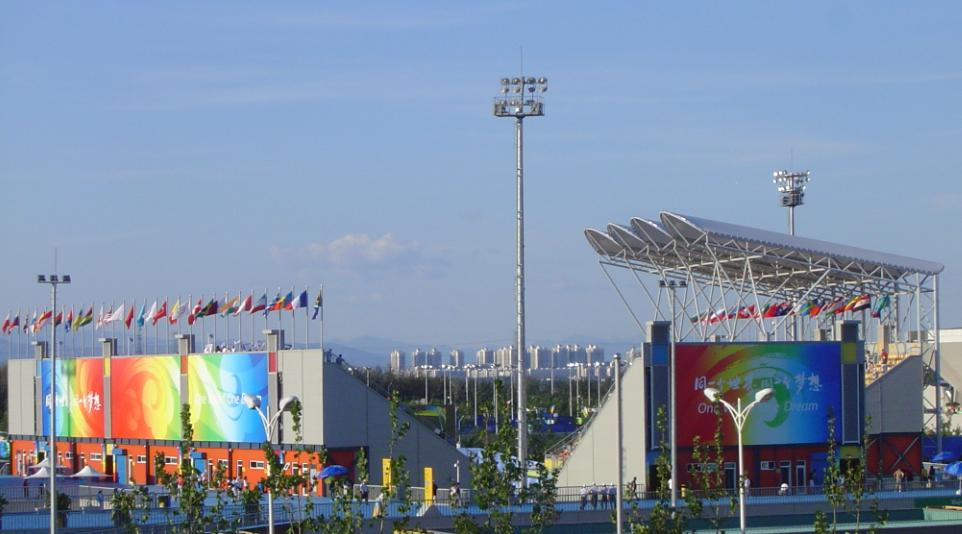
Olympic Green Archery Field

#### Olympic Green Archery Field
Auf der Olympic Green Archery Field wurden die Wettbewerbe im Bogenschießen ausgetragen. Sie umfasste 9,22 Hektar und bot Platz für 5.000 Zuschauer. Auch bei dieser Anlage war es von vornherein bekannt, dass sie nicht dauerhaft bestehen würde, sondern dass das Gelände in eine Grünfläche umgewandelt werden würde.

## Sonstige Bauwerke und Einrichtungen

### Olympisches Dorf
Auch das ca. 66 Hektar große olympische Dorf befindet sich nordwestlich im Olympic Green. Es besteht aus 22 sechs-stöckigen und 20 neun-stöckigen Gebäuden. Die über 1500 Wohnungen haben einen relativ hohen ökologischen Standard und waren bereits vor den Olympischen Spielen fast vollständig an private Käufer vergeben.

### Beijing Olympic Tower
Die fünf runden Dächer des 246,8 Meter hohen Beijing Olympic Tower, die 2014 fertiggestellt und eröffnet wurden, sollen an die olympischen Ringe erinnern. Beim Design der Türme selbst ließ sich der Architekt von Grashalmen inspirieren. Es ist der sechsthöchste Aussichtsturm des Landes und der 22. höchste der Welt. Besucher können von allen fünf Plattformen mit einer Höhe von 186 bis 243 Meter über den Park und die gesamte Stadt Peking blicken.